# Kolektivní smlouva
Kolektivní smlouva je dvoustranné pracovněprávní jednání uzavírané mezi odborovou organizací a zaměstnavatelem, jehož obsahem jsou mzdové a další pracovní podmínky pro zaměstnance. Odborová organizace uzavírá kolektivní smlouvu také za zaměstnance, kteří nejsou u ní organizováni. Kolektivní smlouvu mohou uzavřít zaměstnavatel nebo více zaměstnavatelů, nebo jedna nebo více organizací zaměstnavatelů na straně jedné a jedna nebo více odborových organizací na straně druhé (§ 23, odst.2 Zákoníku práce).

## Druhy kolektivních smluv
Rozlišují se dva druhy kolektivních smluv:
1. Podnikové kolektivní smlouvy – smlouvy uzavírané mezi zaměstnavatelem a odborovou organizací působící u zaměstnavatele. V podnikové kolektivní smlouvě nelze upravit práva a povinnosti zaměstnanců v nižším rozsahu než přiznává kolektivní smlouva vyššího stupně.
2. Kolektivní smlouvy vyššího stupně (resortní) – smlouvy uzavírané mezi organizací zaměstnavatelů a odborovou organizací. Mívají dopad na určité odvětví práce.

## Podmínky
Kolektivní smlouva musí být uzavřena písemně a podepsána účastníky na téže listině – jinak je nicotná. Účastníci jsou povinni nejpozději do 15 dnů od podepsání seznámit s jejím obsahem zaměstnance. Zaměstnavatel je povinen zajistit, aby byla kolektivní smlouva přístupná všem jeho zaměstnancům (§ 29 zák.č. 262/2006 Sb.). Smlouva se uzavírá na dobu určitou, nebo neurčitou. Účinnost kolektivní smlouvy začíná prvním dnem období, na které byla kolektivní smlouva uzavřena (§ 26 odst. 2 zák.č. 262/2006 Sb.), což může být i zpětně. Výpovědní doba je nejméně 6 měsíců.
Subjekty smlouvy v širším pojetí jsou všichni, na něž se konkrétní kolektivní smlouva vztahuje – tedy komu na základě kolektivní smlouvy vznikají práva a povinnosti. Subjekty v užším pojetí jsou odborová organizace a zaměstnavatel.

## Uzavírání kolektivní smlouvy a řešení sporů
Postup při uzavírání kolektivní smlouvy a řešení sporů mezi účastníky je dán zákonem č. 2/1991 Sb., o kolektivním vyjednávání, ve znění pozdějších předpisů.